# Hit Row
Hit Row était un clan de catcheurs Heel, composé d'Ashante Adonis (né le 24 novembre 1992 à Hammonton (New Jersey)), de B-Fab (née le 22 novembre 1990 à Canton (Ohio)) et de Top Dolla (né le 7 mai 1990 à Washington (District de Columbia)). Le trio travaille actuellement à la World Wrestling Entertainment, dans la division SmackDown.

## Histoire du groupe

### World Wrestling Entertainment (2021; 2022-2024)

#### NXT,SmackDownet renvoi (2021)
Le 4 mai 2021 à NXT, Isaiah "Swerve" Scott bat Leon Ruff dans un Falls Count Anywhere match, aidé par une intervention d'extérieure d'AJ Francis qui fait ses débuts dans le show jaune en tant que Heel. Après le combat, les deux hommes sont rejoints par Ashante Adonis et Briana Brandy. La semaine suivante à NXT, un clan se forme officiellement entre les quatre Superstars, appelé Ht Row. AJ Francis change de nom pour Top Dolla et Briana Brandy pour B-Fab. Le 18 mai à NXT, Ashante Adonis et Top Dolla disputent leur premier match en battant Ariya Daivari et Tony Nese. Le 29 juin à NXT, Isaiah "Swerve" Scott devient le nouveau champion Nord-Américain de la NXT en battant Bronson Reed, aidé par une distraction de ses trois partenaires, remportant le titre pour la première fois de sa carrière. 
Le 1er octobre à SmackDown, lors du Draft, le quartet est annoncé être officiellement transféré au show bleu. Le 12 octobre à NXT 2.0, Isaiah "Swerve" Scott conserve son titre en battant Santos Escobar. Après le combat, Carmelo Hayes fait valoir son titre de vainqueur du tournoi NXT Breakout et il perd face à ce dernier, ne conservant pas son titre et mettant fin à un règne de 105 jours. Dix soirs plus tard à SmackDown, accompagnés de leurs deux équipiers, Isaiah "Swerve" Scott et Top Dolla disputent leur premier match en battant deux catcheurs locaux (Daniel Williams et Dustin Lawyer). Le 4 novembre, B-Fab est renvoyée par la compagnie. Quinze jours plus tard, Ashante Adonis, Isaiah "Serve" Scott et Top Dolla sont également renvoyés par la compagnie.

#### Retour àSmackDown(2022-...)
Le 12 août 2022 à SmackDown, le clan fait son retour à la World Wrestling Entertainment 9 mois après leur renvoi, en tant que Face, mais sans Isaiah "Swerve" Scott. Ashante Adonis et Top Dolla disputent ensuite leur premier match ensemble en battant deux catcheurs locaux.
Le 6 janvier 2023 à SmackDown, Top Dolla perd face à Ricochet et ne se qualifie pas pour le Royal Rumble match masculin au Royal Rumble. Plus tard dans les vestiaires, le clan effectue un Heel Turn, car le second s'est moqué du premier par plaisanterie et cela déclenche une bagarre. Le 28 janvier au Royal Rumble, B-Fab entre dans son tout premier Royal Rumble match féminin en 7e position, mais se fait rapidement éliminer par la future gagnante, Rhea Ripley. Le 31 mars à WrestleMania SmackDown, Ashante Adonis et Top Dolla ne remportent pas la André the Giant Memorial Battle Royal, gagnée par Bobby Lashley.
Le 21 septembre, la WWE résilie le contrat de Top Dolla.
Le 2 février 2024 à SmackDown, B-Fab effectue un Face Turn, car elle vole au secours de Bobby Lashley et des Street Profits qui se font attaquer par le Final Testament (Karrion Kross, les AOP et Scarlett) et rejoint officiellement le clan du All Mighty, ce qui provoque la dissolution du trio.